# Šćedro - podmorje
Šćedro - podmorje este o arie protejată (sit de importanță comunitară — SCI) din Croația întinsă pe o suprafață de 492,6 ha, integral marine.

## Localizare
Centrul sitului Šćedro - podmorje este situat la coordonatele 43°05′46″N 16°42′00″E / 43.096°N 16.7°E.

## Înființare
Situl Šćedro - podmorje a fost declarat sit de importanță comunitară în iulie 2013 pentru a proteja un număr necunoscut de specii din flora spontană și fauna sălbatică aflate în arealul zonei.

## Biodiversitate
Situată în ecoregiunea marină mediteraneană, aria protejată conține 5 habitate naturale: Peșteri marine scufundate complet sau parțial, Recifuri, Straturi cu Posidonia (Posidonion oceanicae), Bancuri de nisip acoperite în permanență slab de apă marină, Golfuri mici largi și golfuri puțin adânci.
La baza desemnării sitului se află un număr nedeclarat de specii protejate.